# Леди Бабушка

Один из снимков, где запечатлена Леди Бабушка, она указана стрелкой. Женщина в темно-синем пальто (первая слева) — Мери Мурмен.

Ле́ди Бабу́шка (англ. Babushka Lady, дословно — «женщина в косынке») — неустановленная женщина, которая, возможно, сняла на камеру процесс убийства Джона Кеннеди. Такое прозвище она получила из-за того, что была закутана в платок, напоминающий головные уборы русских женщин пожилого возраста, который по-английски называется англ. babushka. Производились неоднократные попытки опознать Леди Бабушку, но они так и не увенчались успехом. По самой распространённой версии, Леди Бабушкой была американка Беверли Оливер, которая сама сделала подобное заявление в 1970 году, однако многие исследователи посчитали её слова ложью.

## Наблюдения во время убийства
22 ноября 1963 года в Далласе в 12:30 раздались выстрелы. Большинство людей, снимавших на камеру кортеж президента, бросились бежать. Однако одна из женщин, чьё лицо было скрыто под платком, продолжала снимать и ещё некоторое время после выстрелов. Затем она пересекла Элм-Стрит и слилась с толпой. После убийства правоохранительные органы обратились к населению с просьбой предоставить им все любительские фото- и киноматериалы, сделанные в тот день. Но кадров, снятых Леди Бабушкой, обнаружено не было. Среди всех плёнок, которыми располагало ФБР, не было ни одной снятой с того места, где находилась Леди Бабушка.

## Попытки идентификации
В 1970 году американка по имени Беверли Оливер обратилась к исследователю Дж. Гэри Шоу и объявила, что именно она была той женщиной. В 1963 году 17-летняя Оливер работала танцовщицей и певицей в стриптиз-клубе Colony Club, находящемся по соседству с ночным клубом Carousel Club, которым владел Джек Руби. По её словам, она проводила немало времени в заведении Руби и хорошо его знала. В дальнейшем её история обросла многочисленными подробностями, которые, если бы они соответствовали действительности, могли подтвердить предположения о заговоре с целью убийства Кеннеди. Она рассказала, что за две недели до убийства разговаривала с Руби, и он представил ей Ли Освальда, назвал его своим другом и сотрудником ЦРУ. Одно из показаний Оливер, записанное Оливером Стоуном:

О да. Однажды, когда я пришла, Джек представил меня двум этим парням. Он сказал: «Беверли, это мой друг Ли…», и я не расслышала имя другого парня. Он [Дэвид Ферри] выглядел странно с этими своими забавными маленькими бровями. Другой парень, Ли, не произвёл на меня особого впечатления. Он не был хорош собой или что-то в этом роде, не было похоже, что у него есть деньги, и он был в плохом настроении, так что я не особо обращала на него внимание. Ну, я могу не помнить имя, но лицо я всегда помню. Когда спустя две недели я увидела его по телевизору, я закричала: «О Господи — это он! Это друг Джека!» Прямо тогда я поняла, что это имеет какое-то отношение к мафии.

В дальнейшем Стоун признался, что отбирал плёнки Оливер, и не упомянул тогда о том, что Руби представил Освальда как сотрудника ЦРУ. Слова Оливер легли в основу нескольких сцен фильма «Джон Ф. Кеннеди. Выстрелы в Далласе», снятого Стоуном. Роль Оливер исполнила актриса Лолита Давидович.
Также Оливер объяснила, как якобы исчезла отснятая ею плёнка. Спустя трое суток после убийства к ней обратилось двое мужчин, которые представились как сотрудники ЦРУ, и конфисковали фильм. Однако впоследствии Оливер отказалась от своих заявлений и сказала, что лишь предположила, что они относятся к ЦРУ.
Ни один свидетель убийства в Далласе не смог подтвердить слова Оливер. Отмечалось, что Леди Бабушка на фотографиях выглядит старше 17 лет, а её комплекция не соответствует типажу танцовщицы ночного клуба. Многие показания Оливер расходились с действительностью и были признаны несостоятельными. В частности, она упомянула, что снимала на 8-мм кинокамеру марки Yashica, тогда как они были выпущены лишь в 1967 году. Оливер утверждала, что видела, как голова Кеннеди взорвалась, и было похоже, что из лимузина вылили ведро с кровью. Данная информация противоречит другим фотоматериалам и показаниям всех других свидетелей. Также, по словам Оливер, в ночь перед убийством Кеннеди Руби ужинал с ней. Однако друзья Руби сказали, что он провёл вечер с ними, а Оливер в компании не было.
В целом, не существует никаких данных, что Оливер была Леди Бабушкой, за исключением её собственных слов. В 1994 году Оливер опубликовала автобиографию Nightmare in Dallas (рус. Кошмар в Далласе). В том же году Гэри Марк, исследователь убийства Кеннеди, сообщил о своём разговоре с сотрудником фирмы Kodak, работающим в Далласе. По словам Марка, тот сотрудник рассказал, что некая брюнетка примерно 30-летнего возраста обратилась к ним после убийства со своими снимками, но специалисты сочли их слишком размытыми и «практически бесполезными», после чего женщина ушла. Марк посчитал, что, возможно, эта женщина и была Леди Бабушкой. В заключение он сказал: «Я не верю, что Беверли Оливер — это Леди Бабушка, или, позвольте перефразировать, она, конечно, может ей быть, но вся остальная часть истории была сфабрикована».